# Podróże apostolskie Franciszka
Podróże apostolskie Franciszka – lista podróży apostolskich zwierzchnika Kościoła katolickiego papieża Franciszka.

Mapa krajów, które odwiedził papież Franciszek

## Zagraniczne podróże apostolskie papieża Franciszka
| Lp.                                                                    | Podróż            | Data wizyty                 | Państwa                                                | Źródło                                           |
| 2013                                                                   | 2013              | 2013                        | 2013                                                   | 2013                                             |
| ---------------------------------------------------------------------- | ----------------- | --------------------------- | ------------------------------------------------------ | ------------------------------------------------ |
| 1                                                                      | podróż apostolska | 22−29 lipca                 | Brazylia                                               | [ 1 ] [ 2 ]                                      |
| 2014                                                                   |                   |                             |                                                        |                                                  |
| 2                                                                      | podróż apostolska | 24−26 maja                  | Jordania, Palestyna, Izrael                            | [ 3 ] [ 4 ] [ 5 ]                                |
| 3                                                                      | podróż apostolska | 14−18 sierpnia              | Korea Południowa                                       | [ 6 ]                                            |
| 4                                                                      | podróż apostolska | 21 września                 | Albania                                                | [ 7 ]                                            |
| 5                                                                      | podróż apostolska | 25 listopada                | Francja                                                | [ 8 ]                                            |
| 6                                                                      | podróż apostolska | 28−30 listopada             | Turcja                                                 | [ 9 ]                                            |
| 2015                                                                   |                   |                             |                                                        |                                                  |
| 7                                                                      | podróż apostolska | 12−19 stycznia              | Sri Lanka, Filipiny                                    | [ 10 ] [ 11 ]                                    |
| 8                                                                      | podróż apostolska | 6 czerwca                   | Bośnia i Hercegowina                                   | [ 12 ]                                           |
| 9                                                                      | podróż apostolska | 5−13 lipca                  | Ekwador, Boliwia, Paragwaj                             | [ 13 ]                                           |
| 10                                                                     | podróż apostolska | 19−28 września              | Kuba, Stany Zjednoczone                                | [ 14 ] [ 15 ] [ 16 ]                             |
| 11                                                                     | podróż apostolska | 25−30 listopada             | Kenia, Uganda, Republika Środkowoafrykańska            | [ 17 ] [ 18 ] [ 19 ]                             |
| 2016                                                                   |                   |                             |                                                        |                                                  |
| 12                                                                     | podróż apostolska | 12−17 lutego                | Kuba, Meksyk                                           | [ 20 ] [ 21 ] [ 22 ]                             |
| 13                                                                     | podróż apostolska | 16 kwietnia                 | Grecja                                                 | [ 23 ]                                           |
| 14                                                                     | podróż apostolska | 24−26 czerwca               | Armenia                                                | [ 24 ] [ 25 ]                                    |
| 15                                                                     | podróż apostolska | 27−31 lipca                 | Polska                                                 | [ 26 ] [ 27 ] [ 28 ] [ 29 ]                      |
| 16                                                                     | podróż apostolska | 30 września−2 października  | Gruzja, Azerbejdżan                                    | [ 25 ]                                           |
| 17                                                                     | podróż apostolska | 31 października−1 listopada | Szwecja                                                | [ 30 ] [ 31 ]                                    |
| 2017                                                                   |                   |                             |                                                        |                                                  |
| 18                                                                     | podróż apostolska | 28−29 kwietnia              | Egipt                                                  | [ 32 ] [ 33 ]                                    |
| 19                                                                     | podróż apostolska | 12−13 maja                  | Portugalia                                             | [ 34 ] [ 35 ] [ 36 ]                             |
| 20                                                                     | podróż apostolska | 6−11 września               | Kolumbia                                               | [ 37 ] [ 38 ]                                    |
| 21                                                                     | podróż apostolska | 27 listopada–2 grudnia      | Mjanma, Bangladesz                                     | [ 39 ] [ 40 ] [ 41 ]                             |
| 2018                                                                   |                   |                             |                                                        |                                                  |
| 22                                                                     | podróż apostolska | 15–21 stycznia              | Chile, Peru                                            | [ 42 ] [ 43 ]                                    |
| 23                                                                     | podróż apostolska | 21 czerwca                  | Szwajcaria                                             | [ 44 ] [ 45 ]                                    |
| 24                                                                     | podróż apostolska | 25–26 sierpnia              | Irlandia                                               | [ 46 ] [ 47 ] [ 48 ]                             |
| 25                                                                     | podróż apostolska | 22–25 września              | Litwa, Łotwa, Estonia                                  | [ 49 ] [ 50 ]                                    |
| 2019                                                                   |                   |                             |                                                        |                                                  |
| 26                                                                     | podróż apostolska | 23–27 stycznia              | Panama                                                 | [ 51 ] [ 52 ] [ 53 ]                             |
| 27                                                                     | podróż apostolska | 3–5 lutego                  | Zjednoczone Emiraty Arabskie                           | [ 54 ] [ 55 ] [ 56 ]                             |
| 28                                                                     | podróż apostolska | 30–31 marca                 | Maroko                                                 | [ 57 ]                                           |
| 29                                                                     | podróż apostolska | 5–7 maja                    | Bułgaria, Macedonia Północna                           | [ 58 ] [ 59 ] [ 60 ] [ 61 ]                      |
| 30                                                                     | podróż apostolska | 31 maja–2 czerwca           | Rumunia                                                | [ 62 ]                                           |
| 31                                                                     | podróż apostolska | 4–10 września               | Mozambik, Madagaskar, Mauritius                        | [ 63 ] [ 64 ] [ 65 ]                             |
| 32                                                                     | podróż apostolska | 19–26 listopada             | Tajlandia, Japonia                                     | [ 66 ]                                           |
| 2020                                                                   |                   |                             |                                                        |                                                  |
| ze względu na pandemię koronawirusa nie odbyły się podróże apostolskie |                   |                             |                                                        |                                                  |
| 2021                                                                   |                   |                             |                                                        |                                                  |
| 33                                                                     | podróż apostolska | 5–8 marca                   | Irak                                                   | [ 69 ] [ 70 ]                                    |
| 34                                                                     | podróż apostolska | 12–15 września              | Węgry, Słowacja                                        | [ 71 ] [ 72 ]                                    |
| 35                                                                     | podróż apostolska | 2–6 grudnia                 | Cypr, Grecja                                           | [ 73 ] [ 74 ] [ 75 ] [ 76 ] [ 77 ]               |
| 2022                                                                   |                   |                             |                                                        |                                                  |
| 36                                                                     | podróż apostolska | 2–3 kwietnia                | Malta                                                  | [ 78 ]                                           |
| 37                                                                     | podróż apostolska | 24–30 lipca                 | Kanada                                                 | [ 79 ] [ 80 ] [ 81 ]                             |
| 38                                                                     | podróż apostolska | 13–15 września              | Kazachstan                                             | [ 82 ] [ 83 ] [ 84 ]                             |
| 39                                                                     | podróż apostolska | 3–6 listopada               | Bahrajn                                                | [ 85 ] [ 86 ]                                    |
| 2023                                                                   |                   |                             |                                                        |                                                  |
| 40                                                                     | podróż apostolska | 31 stycznia–5 lutego        | Demokratyczna Republika Konga, Sudan Południowy        | [ 87 ] [ 88 ] [ 89 ] [ 90 ] [ 91 ] [ 92 ] [ 93 ] |
| 41                                                                     | podróż apostolska | 28–30 kwietnia              | Węgry                                                  | [ 94 ] [ 95 ] [ 96 ] [ 97 ]                      |
| 42                                                                     | podróż apostolska | 2–6 sierpnia                | Portugalia                                             | [ 98 ] [ 99 ] [ 100 ] [ 101 ]                    |
| 43                                                                     | podróż apostolska | 31 sierpnia–4 września      | Mongolia                                               | [ 96 ] [ 102 ] [ 103 ] [ 99 ] [ 104 ]            |
| 44                                                                     | podróż apostolska | 22–23 września              | Francja                                                | [ 96 ] [ 105 ] [ 106 ]                           |
| 2024                                                                   |                   |                             |                                                        |                                                  |
| 45                                                                     | podróż apostolska | 2–13 września               | Indonezja, Papua-Nowa Gwinea, Timor Wschodni, Singapur | [ 107 ] [ 108 ] [ 109 ]                          |
| 46                                                                     | podróż apostolska | 26–29 września              | Luksemburg, Belgia                                     | [ 110 ] [ 111 ]                                  |
| 47                                                                     | podróż apostolska | 15 grudnia                  | Francja                                                | [ 112 ] [ 113 ]                                  |

## Pielgrzymki duszpasterskie na terenie Włoch
| Lp.  | Data pielgrzymki | Miejscowość                        |      |
| 2013 | 2013             | 2013                               | 2013 |
| ---- | ---------------- | ---------------------------------- | ---- |
| 1    | 8 lipca          | Lampedusa                          |      |
| 2    | 22 września      | Cagliari                           |      |
| 3    | 4 października   | Asyż                               |      |
| 2014 |                  |                                    |      |
| 4    | 21 czerwca       | Cassano all’Ionio                  |      |
| 5    | 5 lipca          | Campobasso, Castelpetroso, Isernia |      |
| 6    | 26 lipca         | Caserta                            |      |
| 6    | 28 lipca         | Caserta                            |      |
| 7    | 13 września      | Redipuglia, Gorycja                |      |
| 2015 |                  |                                    |      |
| 8    | 21 marca         | Neapol, Pompeje                    |      |
| 9    | 21 – 22 czerwca  | Turyn                              |      |
| 10   | 10 listopada     | Prato, Florencja                   |      |
| 2016 |                  |                                    |      |
| 11   | 6 stycznia       | Greccio                            |      |
| 12   | 4 sierpnia       | Asyż                               |      |
| 13   | 20 września      | Asyż                               |      |
| 14   | 4 października   | Amatrice                           |      |
| 2017 |                  |                                    |      |
| 15   | 25 marca         | Mediolan                           |      |
| 16   | 2 kwietnia       | Carpi                              |      |
| 17   | 27 maja          | Genua                              |      |
| 18   | 20 czerwca       | Bozzolo, Barbiana                  |      |
| 19   | 1 października   | Cesena, Bolonia                    |      |
| 2018 |                  |                                    |      |
| 20   | 17 marca         | Pietrelcina, San Giovanni Rotondo  |      |
| 21   | 20 kwietnia      | Alessano, Molfetta                 |      |
| 22   | 10 maja          | Nomadelfia, Loppiano               |      |
| 23   | 7 lipca          | Bari                               |      |
| 24   | 15 września      | Palermo, Piazza Armerina           |      |
| 2019 |                  |                                    |      |
| 25   | 25 marca         | Loreto                             |      |
| 26   | 16 czerwca       | Camerino-San Severino              |      |
| 27   | 21 czerwca       | Neapol                             |      |
| 28   | 21 września      | Albano                             |      |
| 29   | 1 grudnia        | Greccio                            |      |
| 2020 |                  |                                    |      |
| 30   | 23 lutego        | Bari                               |      |
| 31   | 3 października   | Asyż                               |      |
| 2021 |                  |                                    |      |
| 32   | 12 listopada     | Asyż                               |      |
| 2022 |                  |                                    |      |
| 33   | 28 sierpnia      | L’Aquila                           |      |
| 34   | 24 września      | Asyż                               |      |
| 35   | 25 września      | Matera                             |      |
| 36   | 19-20 listopada  | Asti                               |      |
| 2024 |                  |                                    |      |
| 37   | 28 kwietnia      | Wenecja                            |      |
| 38   | 18 maja          | Werona                             |      |
| 39   | 14 czerwca 2024  | Apulia                             |      |
| 40   | 7 lipca 2024     | Triest                             |      |